# Palacio Durazno

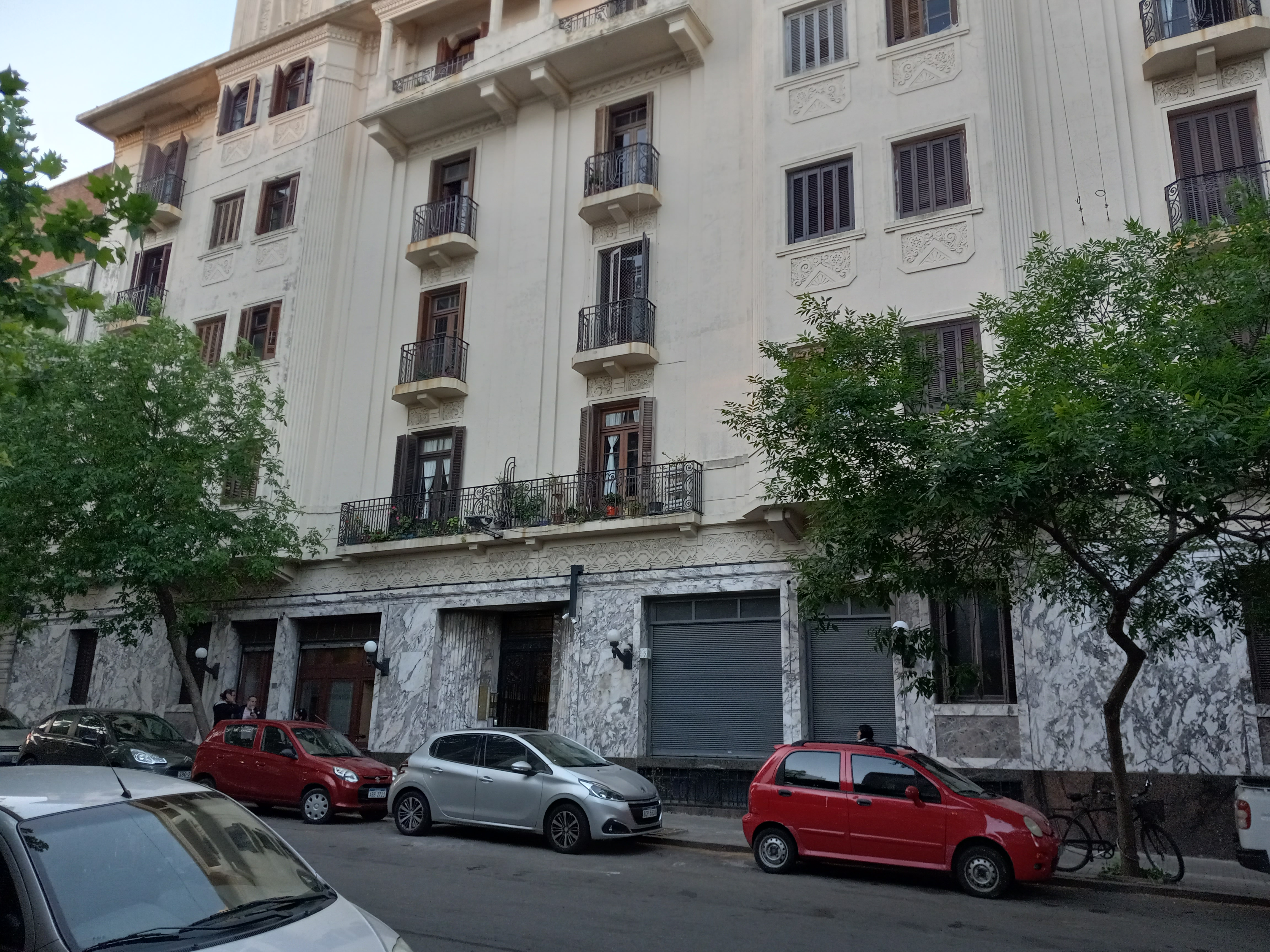
Palacio Durazno (2023)

Der Palacio Durazno ist ein Bauwerk in der uruguayischen Landeshauptstadt Montevideo.
Der im Stil des Art déco in den 1930er Jahren errichtete Palacio Durazno befindet sich im Stadtviertel Barrio Sur in der Calle Durazno 1025-29 zwischen den dortigen Kreuzungen mit den Straßen Julio Herrera y Obes und Río Negro. Architekt des Bauwerks, das Wohnappartements beherbergt, war Santiago Porro. Er wurde 1997 zum Gebäude mit hervorgehobenem städtischen Interesse (Bien de Interés Municipal) erklärt.